# Strongylophthalmyia polita
Strongylophthalmyia polita är en tvåvingeart som först beskrevs av Meijere 1914.  Strongylophthalmyia polita ingår i släktet Strongylophthalmyia och familjen långbensflugor. Inga underarter finns listade i Catalogue of Life.